# Annie Winblad Jakubowski

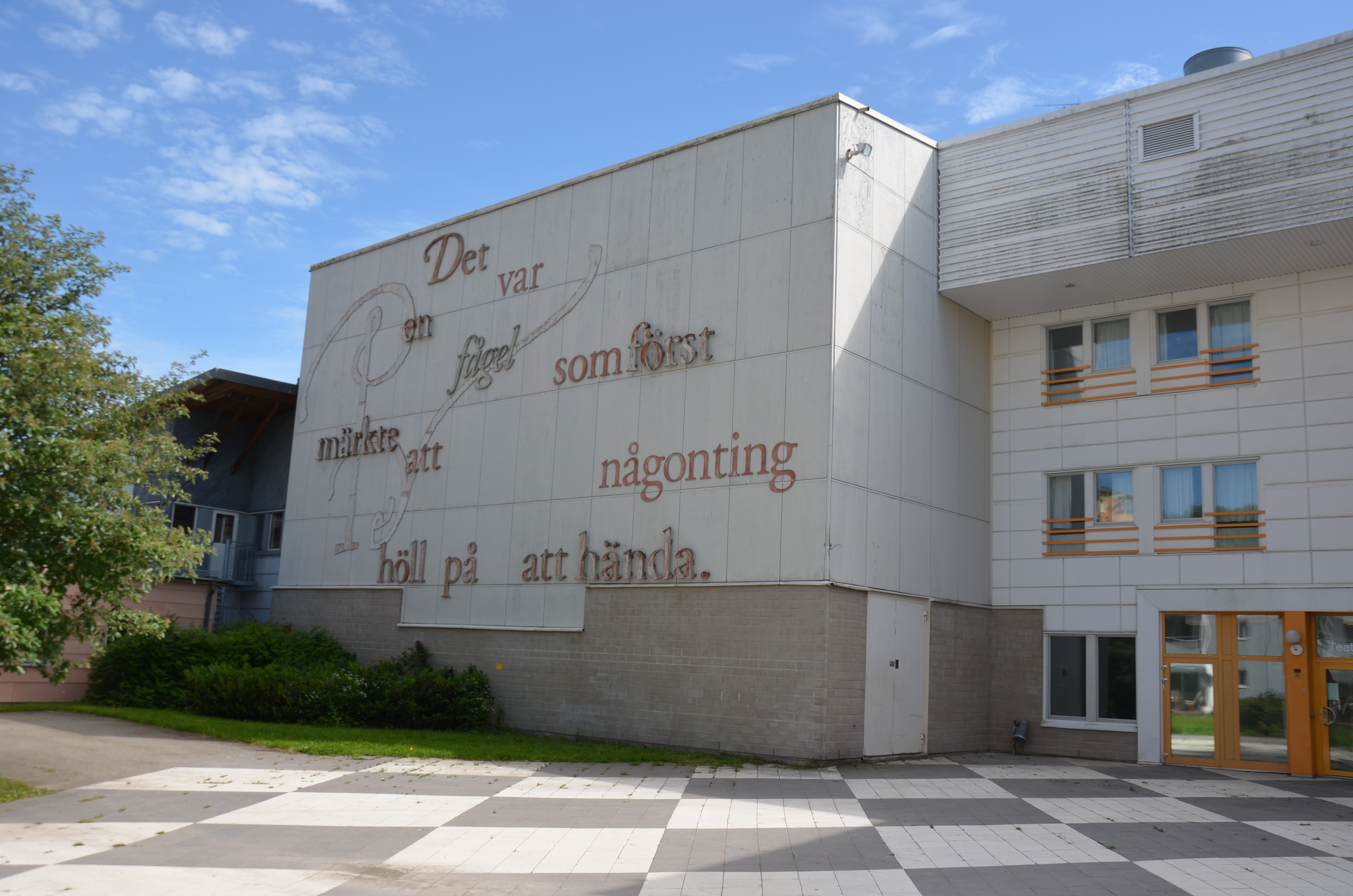
Det var en fågel som först märkte att någonting höll på att hända på Riksteatern i Botkyrka

Annie (Ann) Winblad Jakubowski, född 29 december 1962, är en svensk formgivare och skulptör.
Bland Annie Winblad Jakubowskis verk märks en rad svenska jubileumsmynt (med Riksbanken som uppdragsgivare), däribland 2009 års enkrona som högtidlighåller tvåhundraårsjubileet av Finlands avskiljande från Sverige. 1-kronan präglades i 40 miljoner exemplar på Mint of Finland.

## Offentliga verk i urval
- Minnestavla över polismännen i Mattick och Hoffman från den lokala polisstationen i stadsdelen Wilmersdorf, på Svenska kyrkan i Berlin
- Tidigare utrikesministern Anna Lindhs gravsten på Katarina kyrkogård i Stockholm[2]
- Tidigare statsministern Per Ahlmarks gravsten på Katarina kyrkogård i Stockholm.
- Författaren Erland Josephsons gravsten på Haga Norra i Stockholm.
- Estradören Rikard Wolffs gravsten på Haga Norra i Stockholm.
- Fasadutsmyckning på Riksteaterns byggnad i Hallunda.[3] "Det var en fågel som först märkte att någonting höll på att hända" citat: Erik Beckman.
- Fem bronsskulpturer till Täby begravningsplats
- Tomtberga askgravlund i Huddinge, femton smidesträd krönta med förgyllda bronsskulpturer.

## Svenska mynt formgivna av Winblad Jakubowski
- 2004: jubileumsmynt till Kungliga slottets 250-årsjubileum (alvin-record:101773 och alvin-record:101687)
- 2005: jubileumsmynt till 150-årsminnet av Sveriges första frimärke (alvin-record:503800)
- 2005: jubileumsmynt till minne av unionsupplösningen mellan Sverige och Norge 1905 (alvin-record:101776 och alvin-record:101694)
- 2006: jubileumsmynt till 150-årsminnet av den svenska järnvägen (alvin-record:101779 och alvin-record:101696)
- 2007: jubileumsmynt till minne av Carl von Linnés födelse 1707 (alvin-record:101780 och alvin-record:101699)
- 2009: jubileums 1-krona till minne av Finlands avskiljande från Sverige 1809 (nominerades till "Coin of the Year" 2010) (alvin-record:159010 och alvin-record:159013).

## Fotogalleri

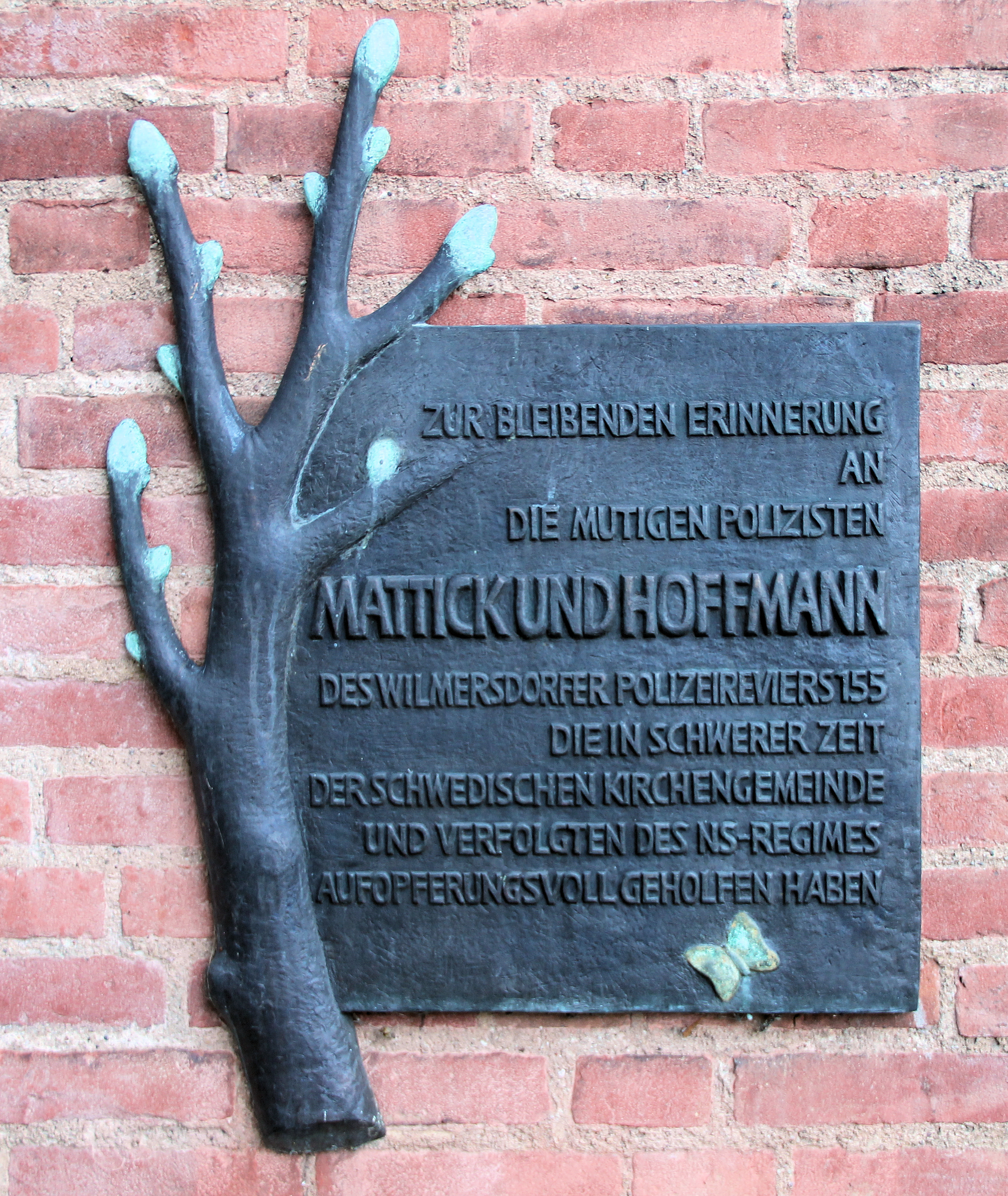
Minnestavla på Svenska kyrkan i Berlin
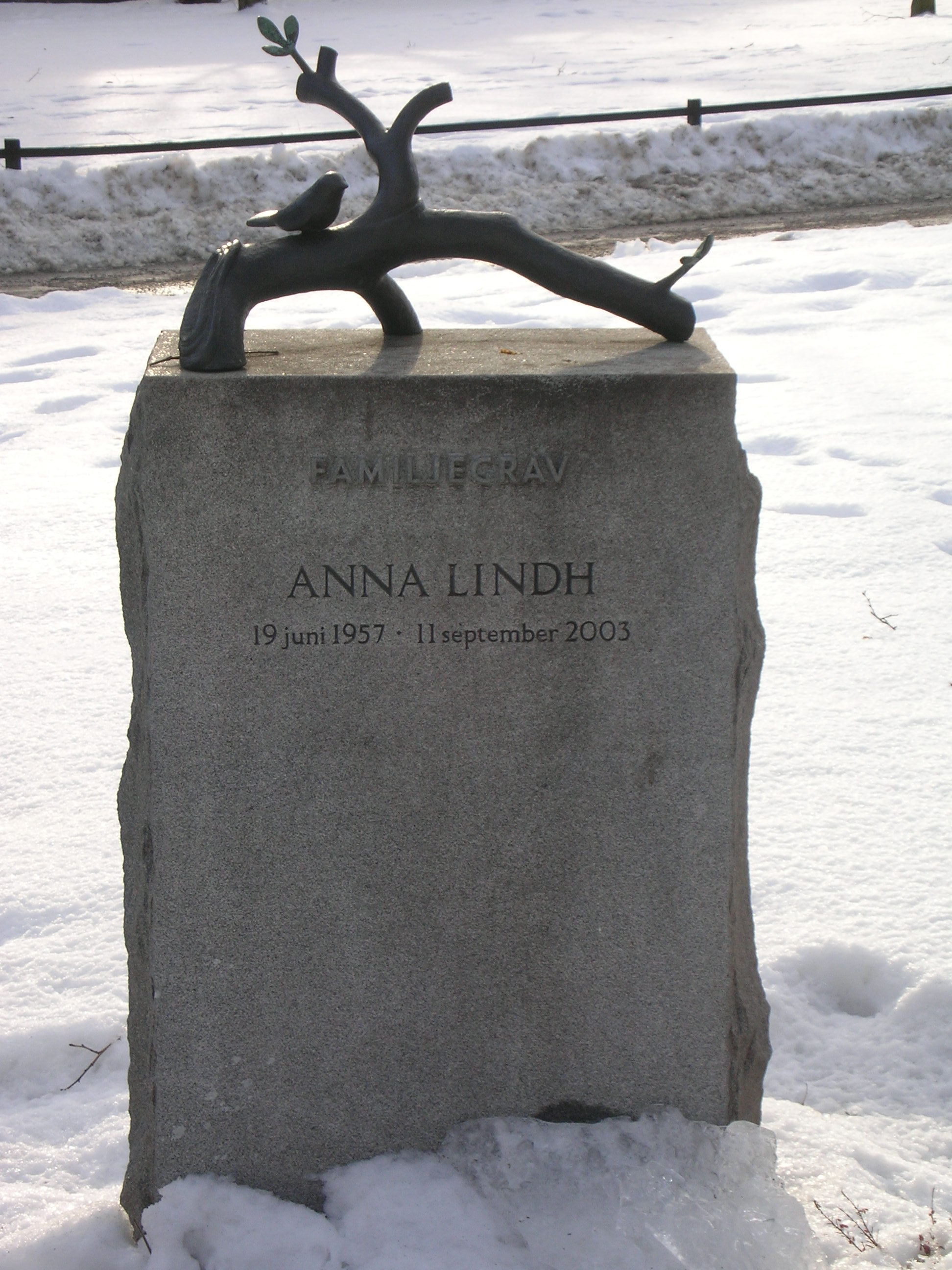
Anna Lindhs gravsten i Stockholm